# Rábacsanak
Rábacsanak [rába-čanak] je obec v Maďarsku v župě Győr-Moson-Sopron, spadající pod okres Csorna. Nachází se asi 10 km jihovýchodně od Csorny a asi 43 km jihozápadně od Győru. V roce 2015 zde žilo 485 obyvatel. Dle údajů z roku 2011 tvoří 97,3 % obyvatelstva Maďaři a 0,4 % Němci, přičemž 2,7 % obyvatel se ke své národnosti nevyjádřilo.
Obec byla poprvé písemně zmíněna v roce 1351. Nachází se zde katolický novorománský kostel svatého Jana Křtitele (Keresztelő Szent János templom). Obcí procházejí vedlejší silnice 8408 a 8419.

## Sousední obce
| Růžice kompasu | Szilsárkány |            | Rábapordány | Růžice kompasu |
| Růžice kompasu | Szil        | Sever      | Egyed       | Růžice kompasu |
| Růžice kompasu | Szil        | Rábacsanak | Egyed       | Růžice kompasu |
| Růžice kompasu | Szil        | Jih        | Egyed       | Růžice kompasu |
| Růžice kompasu | Szany       |            |             | Růžice kompasu |